# 一苇渡江
一苇渡江，是与南北朝高僧菩提达摩有关的佛教传说。
菩提達摩在南朝劉宋年間，乘商船到達廣州。及後達摩聞說梁武帝信奉佛法，於是至金陵與其談法。雙方終因會晤不契，不歡而散。傳說達摩在繼續上北方傳揚佛法時途經長江，他腳踩一根芦苇渡過長江，成了成語一葦渡江的典故。

## 外部連結
- 曹仕邦：〈「一葦渡江」與「喫肉邊菜」──兩個著名禪宗故事的歷史探究（页面存档备份，存于）〉。